# Bolivia International 2025
Die Bolivia International 2025 im Badminton wurden vom 23. bis zum 27. Juli 2025 in Sucre ausgetragen. Es war die Erstauflage dieser Turnierserie.

## Sieger und Platzierte
| Disziplin    | Gold                              | Silber                                              | Bronze                                                             |
| ------------ | --------------------------------- | --------------------------------------------------- | ------------------------------------------------------------------ |
| Herreneinzel | Kevin Cordón                      | Roberto Carlos Herrera Vazquez                      | Ramiro Alonso Espinoza                                             |
| Herreneinzel | Kevin Cordón                      | Roberto Carlos Herrera Vazquez                      | Guillermo Buendia Maldonado                                        |
| Dameneinzel  | Sabrina Solis                     | Naomi Junco Vasquez                                 | Francesca Carozzi De Belaunde                                      |
| Dameneinzel  | Sabrina Solis                     | Naomi Junco Vasquez                                 | Taymara Oropesa                                                    |
| Herrendoppel | Gonzalo Castillo Sharum Durand    | Buendia Maldonado Umesh Lescano Konda               | Juan Carlos Bencomo Otaño Roberto Carlos Herrera Vazquez           |
| Herrendoppel | Gonzalo Castillo Sharum Durand    | Buendia Maldonado Umesh Lescano Konda               | Vinicius Eberling Ribeiro Gabriel Zink                             |
| Damendoppel  | Leyanis Contreras Taymara Oropesa | Luisa Bueno Da Rocha Maria Julia Da Cruz Nascimento | Veronica Andrea Condori Choque Melanie Adriana Salvatierra Condori |
| Damendoppel  | Leyanis Contreras Taymara Oropesa | Luisa Bueno Da Rocha Maria Julia Da Cruz Nascimento | Juanita Siviora Fabiana Tolavi Castillo                            |
| Mixed        | Sharum Durand Namie Miyahira      | Juan Carlos Bencomo Otaño Leyanis Contreras Cabeza  | Gabriel Zink Maria Julia Da Cruz Nascimento                        |
| Mixed        | Sharum Durand Namie Miyahira      | Juan Carlos Bencomo Otaño Leyanis Contreras Cabeza  | Vinicius Eberling Ribeiro Luisa Bueno Da Rocha                     |